# Aiguilles Marbrées
Die Aiguilles Marbrées (3535 m) ist ein  Berg in der Mont-Blanc-Gruppe, in dem mehrere recht eng beieinander liegende Felstürme aufragen. Der Berg hat zwei Hauptgipfel, den Nordgipfel und den Südgipfel, letzterer ist niedriger (3483 m). Über beide Hauptgipfel sowie die beiden ausgeprägtesten Grate des Berges, den Nordost- und den Südgrat, verläuft die Grenze zwischen Frankreich und Italien. Im Nordwesten des Berges ragen zwei weitere Spitzen auf, die nach Michel und Alphonse Payot benannt sind, Bergführern aus Chamonix.
Von Norden gesehen bildet der Hauptgipfel eine formschöne Pyramide. Sein Nordostgrat senkt sich zum Col de Rochefort (3385 m), der den Berg vom Dent du Géant trennt. Der Südgrat verbindet Nord- und Südgipfel. Westlich des Südgipfels befindet sich der Col du Géant (3356 m), der den Berg von der Pointe Helbronner (3462 m) trennt, die mittels Seilbahn erschlossen ist. An der Nordwestseite des Berges befindet sich der Glacier du Géant.
Der französische Name des Berges bedeutet wörtlich „Marmornadeln“. Dies soll darauf zurückzuführen sein, dass es hier Marmor gibt.

## Gipfelrouten
Weniger als einen Kilometer südwestlich des Gipfels befindet sich die mittels Seilbahn erschlossene Pointe Helbronner und das Rifugio Torino. Deshalb ist der Berg in einer sehr kurzen Hochtour zu erreichen, bei der lediglich 200 Höhenmeter zu überwinden sind. Der Normalweg führt über den Nordostgrat, der über den Glacier du Géant erreicht werden kann. Üblicherweise betritt man den Grat etwas oberhalb des Col de Rochefort. Der Grat verlangt kombinierte Kletterei bis zum III. Schwierigkeitsgrad, die Bewertung mittels Hochtourenskala ist WS+.
Der etwas längere Südgrat ist kaum schwieriger und ebenfalls vom Rifugio Torino bzw. der Pointe Helbronner leicht zu erreichen, was eine relativ einfache Überschreitung des Berges ermöglicht.